# درخشان‌ماهی خال‌سیاه

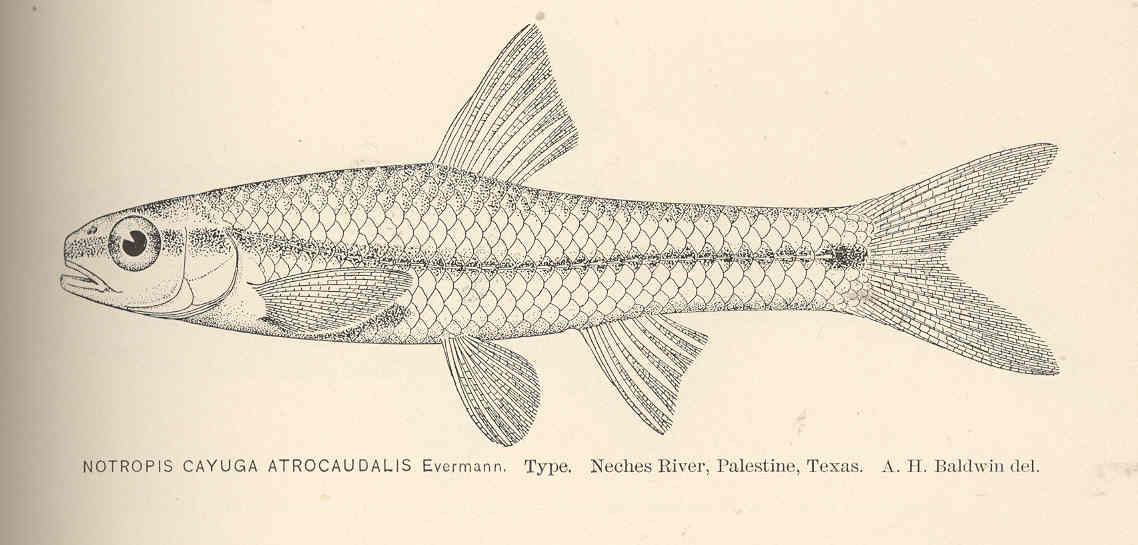
درخشان‌ماهی خال‌سیاه

درخشان‌ماهی خال‌سیاه (نام علمی: Notropis atrocaudalis) نام یک گونه از سرده درخشنده‌های شرقی است.